# ألفونس دي وولف
ألفونس دي وولف مواليد 22 يونيو 1956 في بلجيكا، هو دراج بلجيكي سابق في صنف سباق الدراجات على الطريق. سبق أن شارك في دورة الألعاب الأولمبية الصيفية.

## سجل النتائج

### سباقات أو مراحل فاز بها
- طواف فرنسا
- طواف إسبانيا
- طواف سويسرا

## وصلات خارجية
- الموقع الرسمي

## روابط خارجية
- ألفونس دي وولف على موقع أرشيف الدراجات (الإنجليزية)
- ألفونس دي وولف على موقع إحصائيات الدراجات الإحترافية (الإنجليزية)
- ألفونس دي وولف على موقع CycleBase (الإنجليزية)
- ألفونس دي وولف على موقع أوليمبيديا (الإنجليزية)